# Brita Karth
Brita Persdotter Karth är en fiktiv person som i viss äldre historieskrivning utpekats som älskarinna och hustru till Erik XIV:s landsflyktige son Gustav Eriksson Vasa. Alla uppgifter om henne som har samband med prins Gustav har emellertid avvisats som falsarier.

## Mytens uppkomst
Uppgifterna om Brita Karth kommer från friherre Adolf Ludvig Stierneld (1755-1835), själv föregiven ättling till Gustav och Brita, och kunde enligt denne härledas till anteckningar gjorda av Brita själv i "en tysk, andelig bok" som hon fått i gåva av Karin Månsdotter. Uppgifterna ifrågasattes starkt redan 1869 av A.T.G. Oxenstierna i uppsatsen "Har Vasaätten på manssidan fortlefvat intill våra dagar?" i Ny illustrerad tidning, och senare av Victor Örnberg i Svenska ättartal där denne visade att ätterna Stierneld och Eldstierna (vilka tidigare trotts stamma från Gustavs och Britas äldste son Lars) i själva verket stammade från en fogde Lars Björnsson utanför Norrköping. Adolf Ludvig Stierneld har sedermera generellt konstaterats vara "en historisk yrkesförfalskare av stora mått" (Bengt Hildebrand i Svenskt biografiskt lexikon).
Stålberg & Berg har i Anteckningar om svenska qvinnor (1864) inte endast accepterat Stiernelds uppgifter utan även blandat ihop de föregivna ättlingarna så att sonen Lars' son Samuel istället omnämns som dennes bror.

## Brita Karths biografi enligt myten
Brita Karth skulle ha fötts cirka 1568 i Schlesien och ha dött efter 1594. Hon skulle ha varit en svensk adelsdam, dotter till en svensk militär och adelsman vid namn Peder Karth. Hon och Gustav Eriksson skulle ha gift sig år 1594 i Kasjin i Ryssland och redan dessförinnan ha fått följande barn:
- Laurentius (eller Lars) Karthenskij Eldh (1586-1660), föregiven stamfader för ätterna Stierneld och Eldstierna.
- Eric (född ca 1588)
- Carl Gustaf (född ca 1590)
- Catherina Sigrid (född ca 1592)